# وادى الرهى (الشغادرة)

تعديل مصدري - تعديل

وادى الرهى هي إحدى قرى عزلة جبل الشغادرة بمديرية الشغادرة التابعة لمحافظة حجة، بلغ تعداد سكانها 213 نسمة حسب تعداد اليمن لعام 2004.